# Oncovírus

Representação do vírus Epstein–Barr

Oncovírus é um termo das ciências da saúde para se referir aos vírus que têm a capacidade de alterar o ciclo celular das células infectadas induzindo o desenvolvimento de algum tumor. A maioria são vírus DNA, exceto o vírus da hepatite C (RNAss) e o HTLV-1 (retrovírus).
Durante a infecção eles integram seu DNA ao genoma da célula hospedeira e por evento raro de recombinação são separados novamente do genoma portando consigo um segmento do DNA da célula hospedeira. Se este segmento possuir sequências reguladoras de um passo crítico da divisão celular, o vírus ao infectar outras células afetará este processo fazendo com que estas se dividam sem controle, gerando tumores.

## Cânceres causados por vírus
Existem 8 oncovírus conhecidos:
- Vírus papiloma humano (VPH), um vírus ADN, faz com que a transformação em células através de interferir com proteínas supressoras de tumor, tais como p53. Interferir com a ação do p53 permite a uma célula infectada com o vírus para se mover numa fase diferente do ciclo celular, permitindo que o genoma do vírus a ser replicada. Forçar a célula para a fase S do ciclo celular pode levar a célula a ficar transformada. Alguns tipos de HPV aumentar o risco de, por exemplo, cancro do colo do útero.
- Vírus da hepatite B e vírus da hepatite C: Câncer de fígado (hepatocarcinoma).
- Herpesvirus humano 8 (HHV-8) está associada com o sarcoma de Kaposi, a linfomas e doença de Castleman em pessoas com imunodeficiência.
- Vírus Epstein-Barr (EBV ou HHV-4): associado com linfomas e carcinoma de faringe.
- Poliomavírus de célula de Merkel: um poliomavirus associado com carcinoma de células de Merkel.
- Citomegalovírus humano (CMV ou HHV-5) está associado com o carcinoma mucoepidermoide.
- Vírus linfotrópico da célula humana tipo 1 (HTLV-1): associado com linfomas de células T em adultos.